# Rhampsinitus traegardhi
Rhampsinitus traegardhi is een hooiwagen uit de familie echte hooiwagens (Phalangiidae).